# روزا غرينا كلياس
روزا غرينا كلياس

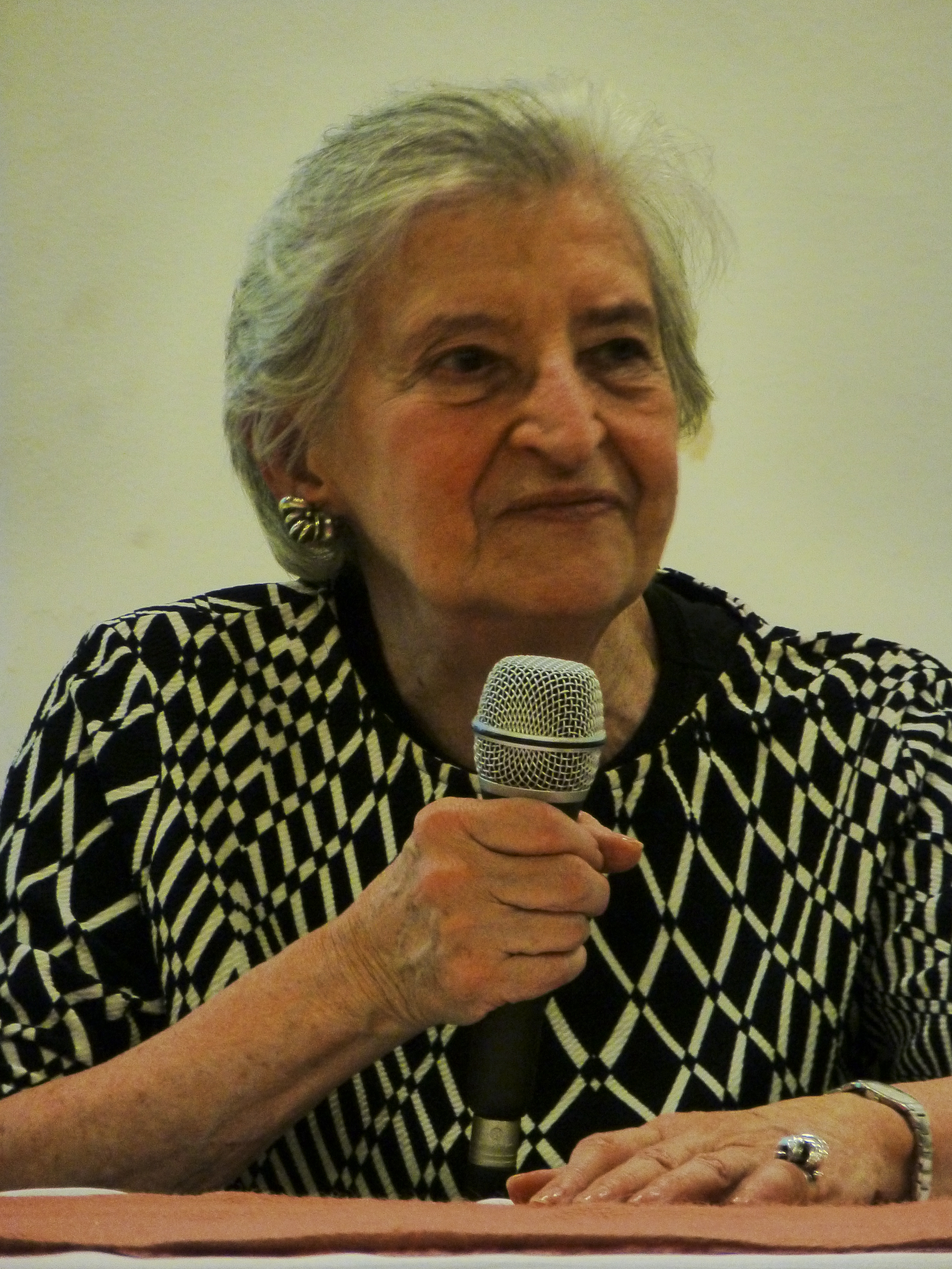
روزا غرينا كلياس.

روزا غرينا كلياس (مواليد 15 أكتوبر عام 1932) هي مهندسة معمارية برازيلية للمناظر الطبيعية. تُعتبر واحدة من أهم المصممين في تاريخ هندسة المناظر الطبيعية الحديثة والمعاصرة في البرازيل. تشمل مشاريعها تجديد وادي " Anhangabaú"، حديقة الشباب. والمخطط الرئيسي للمناظر الطبيعية في مدينة ساو باولو دو مارانهاو. أسست كلياس الجمعية البرازيلية لمهندسي المناظر الطبيعية عام 1976 وتولت إدارتها.

## نشأة وتعليم
وُلدت روزا أليمبيك في ساو روك بالبرازيل في 15 أكتوبر عام 1932 لوالدين خوسيه أليمبيك وسونيا أليمبيك. ذهبت إلى المدرسة الابتدائية في ساو روك، لكنها انتقلت إلى ساو باولو في عام 1944 للمدرسة الثانوية الحكومية. عاشت أليمبيك وعائلتها في الجالية اليهودية في مقاطعة بوم ريتيرو في ساو باولو.
التحقت أليمبيك بكلية العمارة في جامعة ساو باولو، وتخرجت من تخصص الهندسة المعمارية عام 1955. خلال فترة وجودها هناك، تم تدريس تصميم المناظر الطبيعية في العام الأخير من قبل مصمم المناظر الطبيعية الأمريكي روبرتو كويلهو كاردوزو. من خلال كاردوزو، تعرفت أليمبيك على المصممين في كاليفورنيا، من ضمنهم: توماس تشرتش، غاريت إيكبو ولاورينس هاليرين. أثناء دراستها هناك، قضت بعض الوقت في مكتب رينو ليفي حيث التقت هناك أيضاً بروبرتو بورل ماركس.
في عام 1956، تزوجت أليمبييك من المهندس المعماري فلاديمير كلياس (1929-1985). أنجبا طفلين، باولو (مواليد 1958) وسونيا (مواليد 1964).

## سيرة مهنية
بعد فترة وجيزة من تخرجها، أنشأت كلياس مكتبها الخاص «روزا غرينا كلياس للمشاريع وتخطيط المناظر الطبيعية». في عام 1958، دُعيت كلياس من قبل رئيس بلدية مسقط رأسها ساو روك لتصميم لارجو دوس مينديز حيث فازت أيضاً بجائزة مجلس مدينة ساو باولو. في عام 1969، حصلت كلياس على منحة دراسية من الوكالة الأمريكية للتنمية الدولية لزيارة الولايات المتحدة والتعرف على هندسة المناظر الطبيعية هناك. عادت إلى جامعة ساو باولو للحصول على درجة الماجستير في التخطيط العمراني، وتخرجت عام 1989. أدّت أطروحة الماجستير الخاصة بها إلى الكتاب الذي ألفته بعنوان «المتنزهات الحضرية في ساو باولو»، ولذي نُشر عام 1993.
أنجزت شركة كلياس العديد من المشاريع الحضرية والمؤسسية في جميع انحاء البرازيل، بما في ذلك مخططات لمدينة ساو باولو، كوريتيبا، سلفادور وساولويز دو مارانهاو. من أبرز مشاريعها تجديد وادي "Anhangabaú" وتصميم المناظر الطبيعية للمطارات الدولية في مدينة برازيليا وبيليم. تم تنفيذ تجديد وادي "Anhangabaú" في ساو باولو عام 1991، من خلال مسابقة فاز بها كل من المخطط الحضري جورج ويليام  ومهندسة المناظر الطبيعية روزا غرينا كلياس، وتميزت بعودة هندسة المناظر الطبيعية والمساحة المدنية العامة في البرازيل في ظل الحكومة الديمقراطية الجديدة. أعاد المشروع ربط قسمين من وسط مدينة ساو باولو من خلال إنشاء مساحة كبيرة للمشاة مرتفعة فوق الشارع.
أثناء العمل في مشروع في ساو باولو لصالح العمدة فاريا ليما، شكلت كلياس مجموعة من مصممي المناظر الطبيعية مع صديقتها وزميلتها في العمل ميراندا ماغنولي، وأقنعت العمدة بتشكيل دائرة تختص بإدارة الحدائق والمناطق الخضراء في ساو باولو.
إلى جانب تصميم مشاريع المناظرالطبيعية، كانت كلياس أيضاً مستشارة للعديد من المؤسسات الحكومية، بما في ذلك وزارة الاقتصاد والتخطيط في ساو باولو، ووزارة المياه والطاقة الكهربائية، وبلدية ساو جوزيه دوس كامبوس في ولاية ساو باولو ووكالة العاصمة للإسكان في ساو باولو. شغلت أيضاً منصب مدير التخطيط في إدارة التخطيط في مدينة ساو باولو، وكانت عضواً في مجلس إدارة شركة CETEB  (شركة الصرف الصحي البيئي والتكنولوجيا). في عام 1976، أسست كلياس الجمعية البرازيلية لمهندسي المناظر الطبيعية (ABAP) وتولت إدارتها لمدة خمس سنوات غير متتالية خلال الفترة 1980 إلى 2000. كما كانت مرتبطة ارتباطاً وثيقاً بالاتحاد الدولي لمهندسي المناظر الطبيعية (IFLA) ونسقت المؤتمر العالمي السادس عشر لهذا الاتحاد الذي عُقد في سلفادور، باهيا.
قامت كلياس بتدريس هندسة المناظر الطبيعية والتصميم الحضري في كلية الهندسة المعمارية في جامعة ماكنزي في ساو باولو من 1974 إلى 1977. كما قامت بالتدريس في كلية الهندسة المعمارية في الجامعة الكاثوليكية في بارانا، حيث نسّقت برنامج هندسة المناظر الطبيعية من عام 1980 إلى عام 1982.
في 13 سبتمبر عام 2013، كانت كلياس أول امرأة تحصل على القلادة الذهبية من معهد المهندسين المعماريين في البرازيل.

## مشاريع مُختارة
- حديقة الشباب (ساو باولو، البرازيل).
- وادي Anhangabaú (ساو باولو، البرازيل).
- المنتزه البيئي (بيليم، بارا).
- منتزه بانهادو الإقليمي (ساو خوسيه دوس كامبوس).